# Valeriano León
Valeriano León (Colloto, Siero, 15 de diciembre de 1892-Madrid, 13 de diciembre de 1955) fue un actor de cine y teatro español.

## Biografía

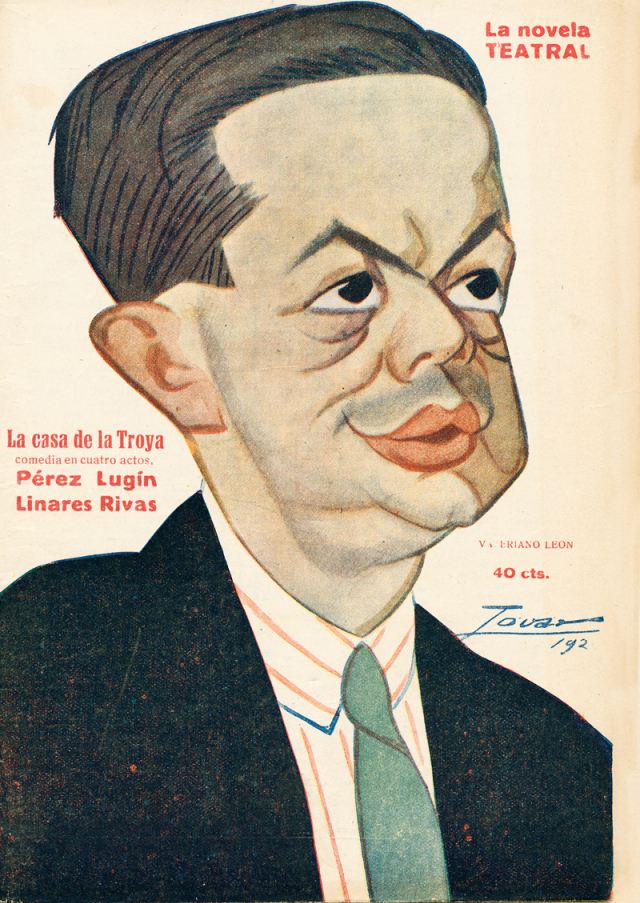
Caricaturizado por Tovar (1921)

Nació en la localidad asturiana de Colloto, en Siero, el 15 de diciembre de 1892. Formado en el teatro cuando aún era un niño, más tarde entra a formar parte de la Compañía Chicote-Prado, con la que realiza giras por Latinoamérica.
A su regreso a España, reinicia su trayectoria teatral y se le encontró en el incendio del Teatro Arriaga de Bilbao con la compañía de Salvador Videgain en la Navidad de 1914.
En 1925 contrae matrimonio con la actriz Aurora Redondo, con la que cosecha un enorme éxito interpretando la obra de Carlos Arniches Es mi hombre (1921). Poco después el matrimonio forma su propia compañía teatral recorriendo los principales teatros españoles con numerosas comedias.
En 1935 lleva aquel personaje al cine, en lo que fue su debut en la gran pantalla, de la mano de Benito Perojo. Un año después inicia el rodaje del filme Don Floripondio, que no pudo estrenarse hasta el final de la Guerra Civil.
Hasta su fallecimiento continuó trabajando sobre los escenarios y rodó ocho películas más, entre las que destacan  A mí no me mire usted (1941), A los pies de usted (1945), El Padre Pitillo (1954), de Juan de Orduña, y El piyayo (1955). Su entierro es recogido en portada del diario ABC como una multitudinaria muestra de afecto popular.

## Premios
Medallas del Círculo de Escritores Cinematográficos
| Año  | Categoría        | Película        | Resultado |
| ---- | ---------------- | --------------- | --------- |
| 1955 | Homenaje póstumo | Toda su carrera | Ganador   |